# Komisariat Straży Granicznej „Kaczory”
Komisariat Straży Granicznej „Kaczory” – jednostka organizacyjna Straży Granicznej pełniąca służbę ochronną na granicy polsko-niemieckiej w latach 1928–1939.

## Formowanie i zmiany organizacyjne
W drugiej połowie 1927 przystąpiono do gruntownej reorganizacji Straży Celnej. W praktyce skutkowało to rozwiązaniem tej formacji granicznej.
Rozporządzeniem Prezydenta Rzeczypospolitej Polskiej Ignacego Mościckiego z 22 marca 1928 roku, do ochrony północnej, zachodniej i południowej granicy państwa, a w szczególności do ich ochrony celnej, powoływano z dniem 2 kwietnia 1928 roku  Straż Graniczną.
Rozkazem nr 2 z 19 kwietnia 1928 roku w sprawie organizacji Pomorskiego Inspektoratu Okręgowego dowódca Straży Granicznej gen. bryg. Stefan Pasławski przydzielił komisariat „Kaczory” do Inspektoratu Granicznego nr 8 „Nakło” i określił jego strukturę organizacyjną. 
Rozkazem nr 12 z 10 stycznia 1930 roku  w sprawie reorganizacji Pomorskiego Inspektoratu Okręgowego komendant Straży Granicznej płk Jan Jur-Gorzechowski ustalił numer i nową organizację komisariatu.  
Rozkazem nr 3/31 zastępcy komendanta Straży Granicznej płk. Emila Czaplińskiego z 5 sierpnia 1931 roku zniesiono placówkę SG Dziembowo, a pozostawiono posterunek detaszowany „Dziembowo”.
Rozkazem nr 1 z 31 marca 1937 roku w sprawach [...] likwidacji i tworzenia placówek, komendant Straży Granicznej płk Jan Gorzechowski zniósł posterunek SG „Miasteczko”.
Rozkazem nr 2 z 30 listopada 1937 roku w sprawach [...] przeniesienia siedzib i likwidacji jednostek, komendant Straży Granicznej płk Jan Gorzechowski zmienił nazwę placówki I linii „Kalina”  na „Dziembowo”.

## Służba graniczna
Kierownik Pomorskiego Inspektoratu Okręgowego Straży Granicznej mjr Józef Zończyk w rozkazie organizacyjnym nr 2 z 8 czerwca 1928 roku udokładnił linie rozgraniczenia komisariatu. Granica północna: kamień graniczny nr E 256; granica południowa: kamień graniczny nr F003.
Sąsiednie komisariaty
- komisariat Straży Granicznej „Rudna” ⇔ komisariat Straży Granicznej „Jabłonowo” − 1928

## Działania komisariatu w 1939 roku
Wiosną 1939 przy każdym komisariacie zaczęto tworzyć plutony wzmocnienia, liczące etatowo 61 ludzi. W okresie pokoju miały one uszczelniać granicę, a w przypadku wojny prowadzić miały działania opóźniające poprzez niszczenie mostów i dróg. Plutonem wzmocnienia komisariatu „Kaczory” dowodził przodownik Straży Granicznej Jan Walter. 
1 września 1939 niemiecka 50 Dywizja Piechoty nacierała przez Łobżonkę na Nakło i Mroczę.  1 września o 0.30 rozpoczęły się pierwsze walki. O 4.00 komisariat wysłał patrol w kierunku wioski Byszki. Patrol wrócił i stwierdził obecność wojsk niemieckich w Byszkach. O 5.00 pluton wzmocnienia został wycofany na wzgórze pod Ujściem. Spod Ujścia komisariat wycofywał się przez Budzyń do Wągrowca. W Wągrowcu zebrał się cały batalion wojsk pogranicznych  mjr. Świderskiego.

## Funkcjonariusze komisariatu
| Kierownicy/komendanci komisariatu | Kierownicy/komendanci komisariatu | Kierownicy/komendanci komisariatu | Kierownicy/komendanci komisariatu |
| stopień                           | imię i nazwisko                   | okres pełnienia służby            | kolejne stanowisko                |
| --------------------------------- | --------------------------------- | --------------------------------- | --------------------------------- |
| podkomisarz                       | Bolesław Leśnik                   | był IX 1930 – był w 1935 –        |                                   |
| Zastępcy komendanta komisariatu   |                                   |                                   |                                   |
| starszy strażnik                  | Adam Drozdowicz                   | 23 IV 1939 – 20 V 1939            | komisariat „Łobżenica”            |
| strażnik                          | Zbigniew Stępka                   | 20 V 1939 -                       |                                   |

## Struktura organizacyjna
Organizacja komisariatu w kwietniu 1928:
- komenda − Kaczory
- placówka Straży Granicznej I linii „Jeziorki”
- placówka Straży Granicznej I linii „Kaczory”
- placówka Straży Granicznej I linii „Kalina Blok”
- placówka Straży Granicznej II linii „Śmiłowo”
- Placówka Straży Granicznej II linii „Grabówno”[a]
- placówka Straży Granicznej II linii „Kaczory”
- placówka Straży Granicznej II linii „Nakło”

Organizacja komisariatu w styczniu 1930:
- komenda − Kaczory
- placówka Straży Granicznej I linii „Jeziorki”
- placówka Straży Granicznej I linii „Kaczory”
- placówka Straży Granicznej I linii „Kalina Blok”
- placówka Straży Granicznej II linii „Kaczory”
- Placówka Straży Granicznej II linii „Grabówno”
- placówka Straży Granicznej II linii „Dziembowo”
- placówka Straży Granicznej II linii „Nakło”[b]

Organizacja komisariatu w 1936:
- komenda − Kaczory
- placówka Straży Granicznej II linii Kaczory
- placówka Straży Granicznej II linii Grabówno
- placówka Straży Granicznej II linii Nakło??
- placówka Straży Granicznej I linii Jeziorki
- placówka Straży Granicznej I linii Kaczory
- placówka Straży Granicznej I linii Kalina → w 1937 zmieniono nazwę na „Dziembowo”